# Cricotopus verbekei
Cricotopus verbekei är en tvåvingeart som beskrevs av Freeman 1956. Cricotopus verbekei ingår i släktet Cricotopus och familjen fjädermyggor. Inga underarter finns listade i Catalogue of Life.